# Grégoire Detrez
Grégoire Detrez (Clermont-Ferrand, 22. svibnja 1981.), francuski rukometni reprezentativac koji trenutno igra za Chartres HB.
Visok je 185 cm i igra na poziciji pivota. Prije Chamberyja igrao je u prvoligašu USAM Nîmes.
Za reprezentaciju je debitirao 25. lipnja 2005. protiv Turske. Iako nije često pozivan na velika natjecanja, bio je u sastavu momčadi koja je osvojila europsko zlato u Austriji 2010. i u sastavu momčadi koja je nastupila na europskom prvenstvu u Srbiji 2012. I svjetskom prvenstvu 2013. u Španjolskoj.